# Classe Balao
La classe Balao ha rappresentato una delle più grandi ed importanti tra le classi di sommergibili statunitensi della Seconda guerra mondiale, molto simili a quelli della precedente classe Gato. I battelli, il cui primo varo risale al giugno del 1942, differivano nelle sistemazioni interne, ma la differenza più significativa fu l'uso dell'acciaio ad alta resistenza che permetteva una maggiore profondità operativa che raggiunse 122 m nelle prove. Il capoclasse USS Balao è stato utilizzato nel noto film Operazione sottoveste, del 1959, diretto da Blake Edwards, dove, nella parte finale delle riprese, viene tinto di rosa. Il grande pubblico ha così potuto ammirare gli interni e l'elegante profilo di un sommergibile che resta tra più longevi della storia.

## Costruzione
Furono centotrentadue i sommergibili di questa classe ordinati, ma per dieci di loro la costruzione venne cancellata a causa della fine della guerra. Nel dopoguerra tali vascelli sono rimasti in servizio per lungo tempo, aggiornati a vari standard chiamati GUPPY e basati sulle invenzioni tedesche della parte finale del conflitto. La propulsione era del tipo diesel elettrica con i motori diesel collegati ai motori elettrici a loro volta direttamente collegati agli assi delle eliche.
Nel dopoguerra i sommergibili classe Balao USS Apogon e USS Pilotfish vennero affondati nel corso degli esperimenti atomici dell'atollo di Bikini.

## Cessione all'estero
Tantissime furono le unità cedute a marine di nazioni amiche, ben 18 delle quali nel corso degli anni alla Turchia.
Altre unità cedute hanno servito per l'Argentina, la Spagna, il Venezuela, il Cile, il Perù e l'Italia, nell'ambito del Mutual Defense Assistance Program.
- Armada de la República Argentina - Santa Fe (S-11) ex-USS Macabi · Santa Fe (S-21) ex-USS Catfish · Santiago del Estero (S-12) ex-USS Lamprey · Santiago del Estero (S-22) ex-USS Chivo
- Marinha do Brasil - Amazonas (S-16) ex-USS Greenfish  · Bahia (S-12) ex-USS Plaice · Goias (S-15) ex-USS Trumpetfish · Guanabara (S-10) ex-USS Dogfish · Rio Grande do Sul (S-11) ex-USS Sand Lance
- Royal Canadian Navy - HMCS Grilse ex-USS Burrfish
- Armada de Chile - Thomson (SS-22) ex-USS Springer · Simpson (SS-21) ex-USS Spot
- Zhōnghuá Mínguó Hǎijūn - Hai Pao (parte della classe Hai Shih) ex-USS Tusk
- Vasilikón Naftikón - Papanikolis (S-114) ex-USS Hardhead · Triaina (S-86) ex-USS Scabbardfish
- Marina Militare - Alfredo Cappellini  ·  Evangelista Torricelli  ·  Francesco Morosini
- Koninklijke Marine - Walrus (S802)  ex-USS Icefish · Zeeleeuw (S803) ex-USS Hawkbill
- Marina de Guerra del Perú - BAP La Pedrera (SS-49) ex-USS Sea Poacher · BAP Pacocha (SS-48) ex-USS Atule
- Armada Española - Almirante García de los Reyes (S-31) ex-USS Kraken · Cosme García (S-34) ex-USS Bang · Isaac Peral (S-32) ex-USS Ronquil · Narcíso Monturiol (S-33) ex-USS Picuda · Narcíso Monturiol (S-35) ex-USS Jallao
- Türk Deniz Kuvvetleri - 1. İnönü (S-330) ex-USS Brill · 1. İnönü (S-346) ex-USS Threadfin · 2. İnönü (S-331) ex-USS Blueback · 2. İnönü (S-333) ex-USS Corporal · Burakreis (S-335) EX-USS Sea Fox · Çanakkale (S-333) ex-USS Bumper · Çanakkale (S-341) ex-USS Cobbler · Dumlupınar (D-6) ex-USS Blower · Dumlupınar (S-339) ex-USS Caiman · Gür (S-334) ex-USS Chub · Hızırreis (S-343) ex-USS Mero · Muratreis (S-336) ex-USS Razorback · Oruçreis (S-337) ex-USS Pomfret · Pirireis (S-343) ex-USS Mapiro · Preveze (S-345) ex-USS Entemedor · Sakarya (S-332) ex-USS Boarfish · Turgutreis (S-342) ex-USS Bergall
- ARV - ARV Carite (S-11)[1] ex-USS Tilefish ·  ARV Tiburón (S-12) ex-USS Cubera

Le unità cedute agli argentini furono quattro. Le prime due unità entrarono in servizio nel 1960 e vennero ribattezzate ARA Santa Fe (S-11) e ARA Santiago del Estero (S-12). Nel 1971 furono sostituite con altre due unità Balao che furono ribattezzate anche queste ARA Santiago del Estero (S-22) e ARA Santa Fe (S-21). La prima di queste due unità andò in disarmo nel 1981, mentre la seconda andò perduta nel 1982 durante la guerra delle Malvinas.

immagini dei Balao argentini
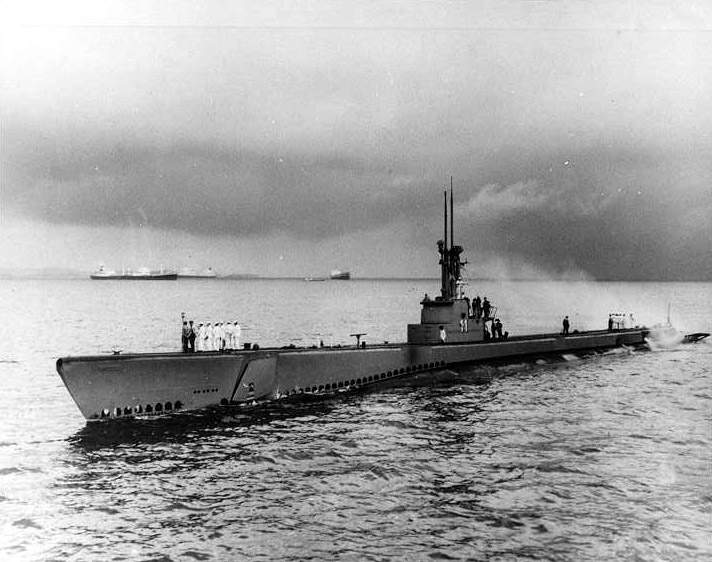
Il primo sommergibile ARA Santa Fe nel 1960 all'entrata in servizio nella marina argentina
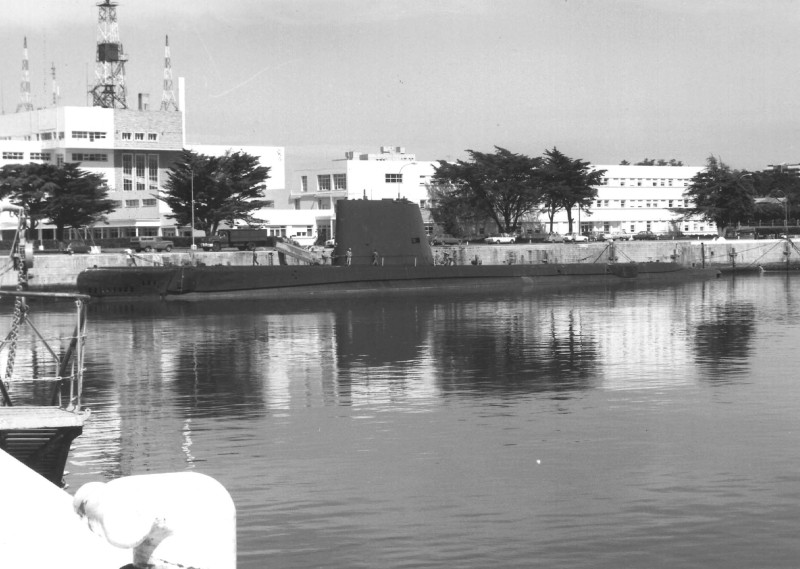
Il sommergibile ARA Santiago del Estero (S-12) attraccato a Mar del Plata

## Navi museo
Alcune unità sono state utilizzate dopo la loro radiazione come navi museo. Il sommergibile USS Pampanito (SS-383) è attraccato a San Francisco; il sommergibile USS Bowfin (SS-287) è attraccato a Pearl Harbor, nelle Hawaii con questa funzione dal 1979. Tra le unità cedute ai turchi il sommergibile USS Razorback (SS-394) che ceduto alla turca Türk Deniz Kuvvetleri nel 1971 e ribattezzato TGC Muratreìs, andato in disarmo nel 2002 è tornato negli Stati Uniti come nave museo a Little Rock, nell'Arkansas, ormeggiato lungo il fiume che attraversa la città.

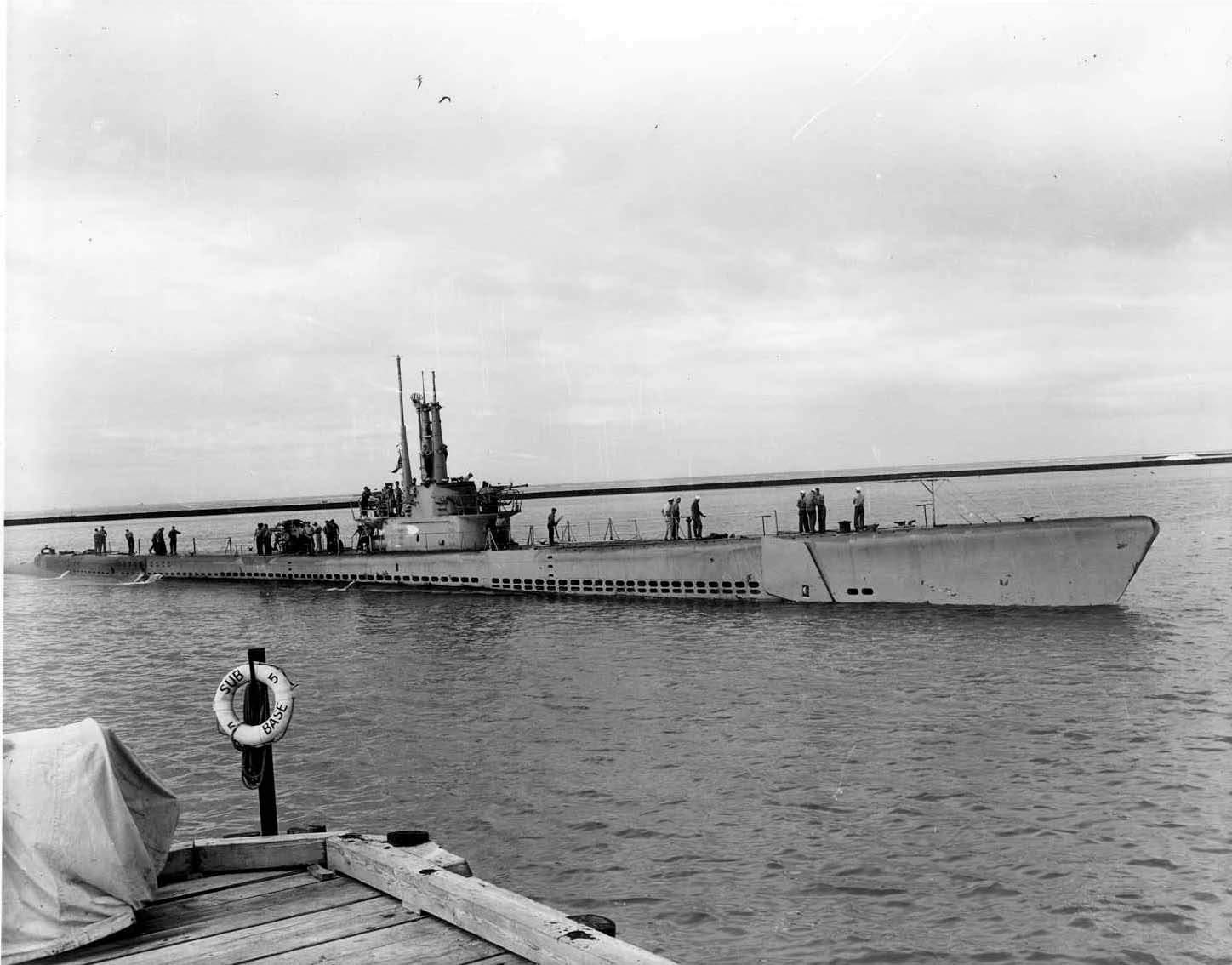
Il sommergibile Apogon affondato nell'esperimento atomico dell'atollo di Bikini
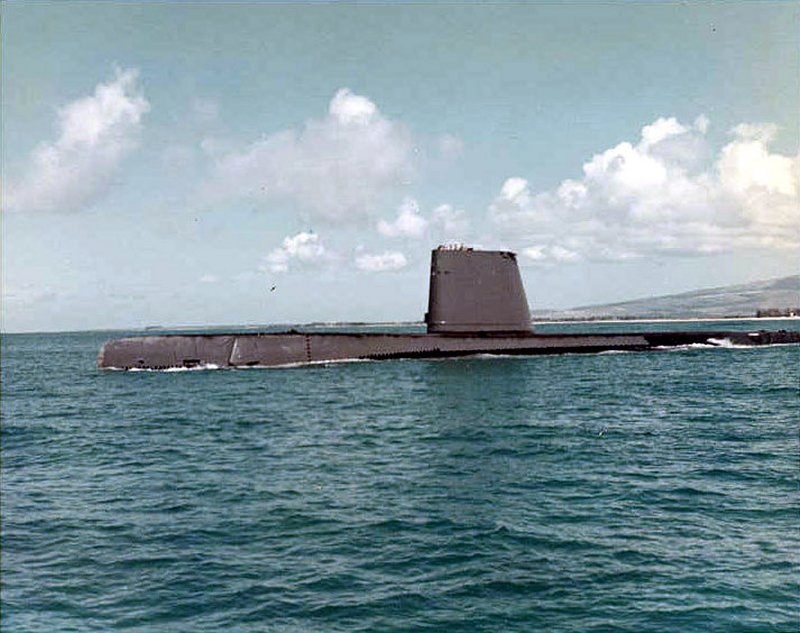
Il sommergibile USS Razorback nel 1960
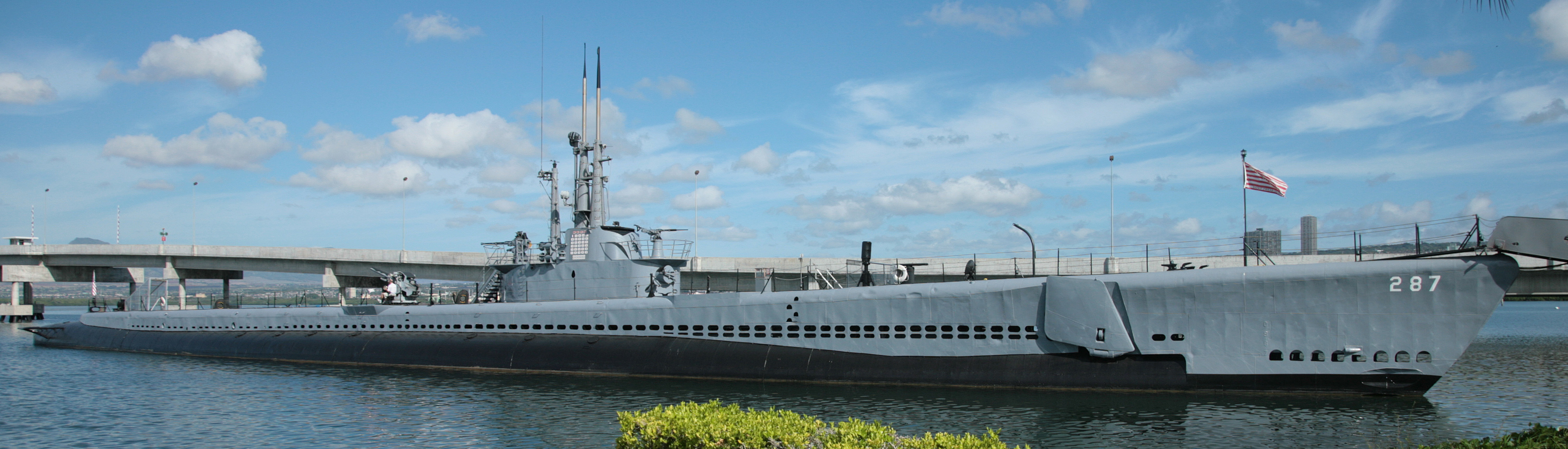
Il sommergibile USS Bowfin a Pearl Harbor
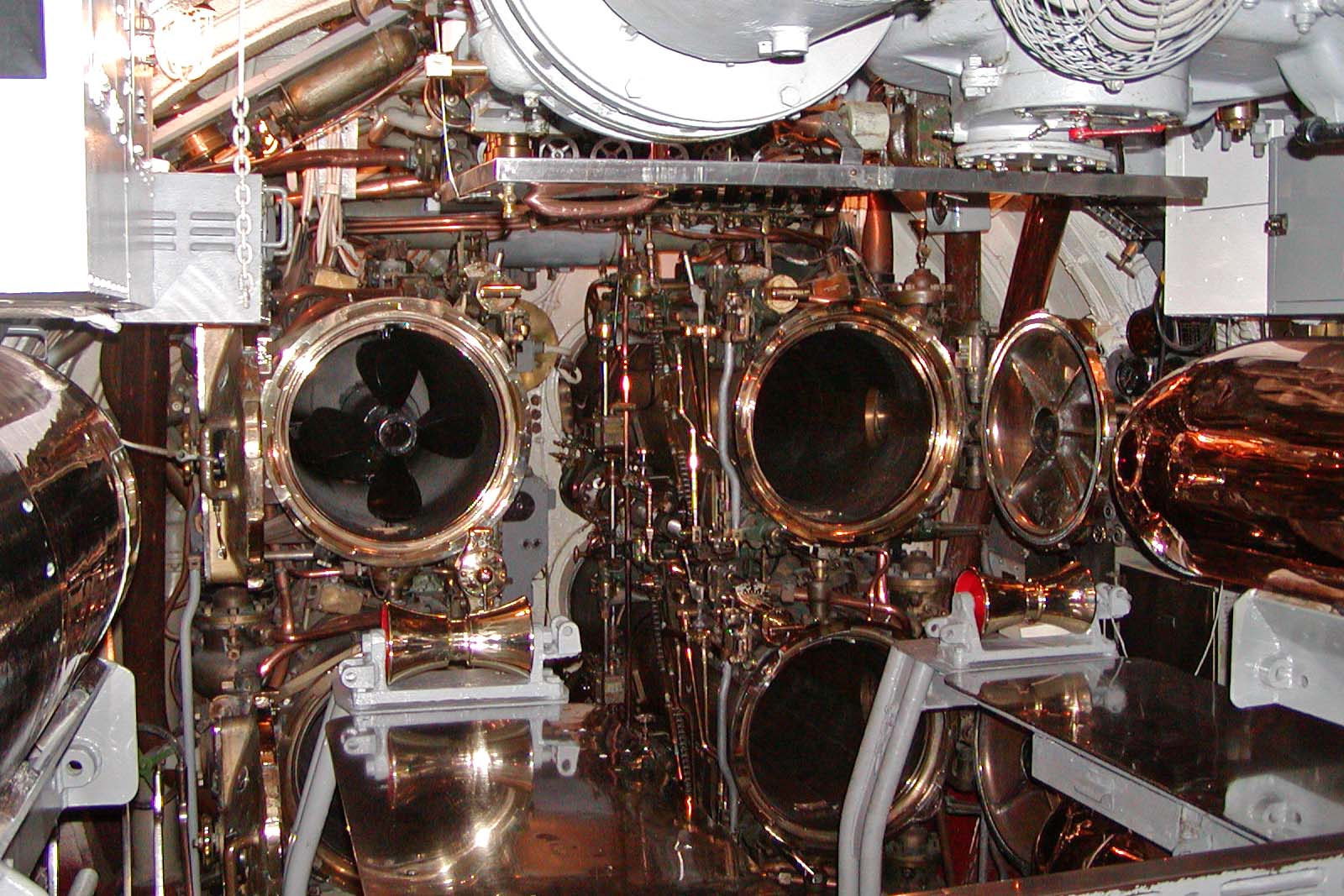
La camera di lancio con i tubi lanciasiluri del sommergibile USS Bowfin